# Sportwagen-Weltmeisterschaft 1990

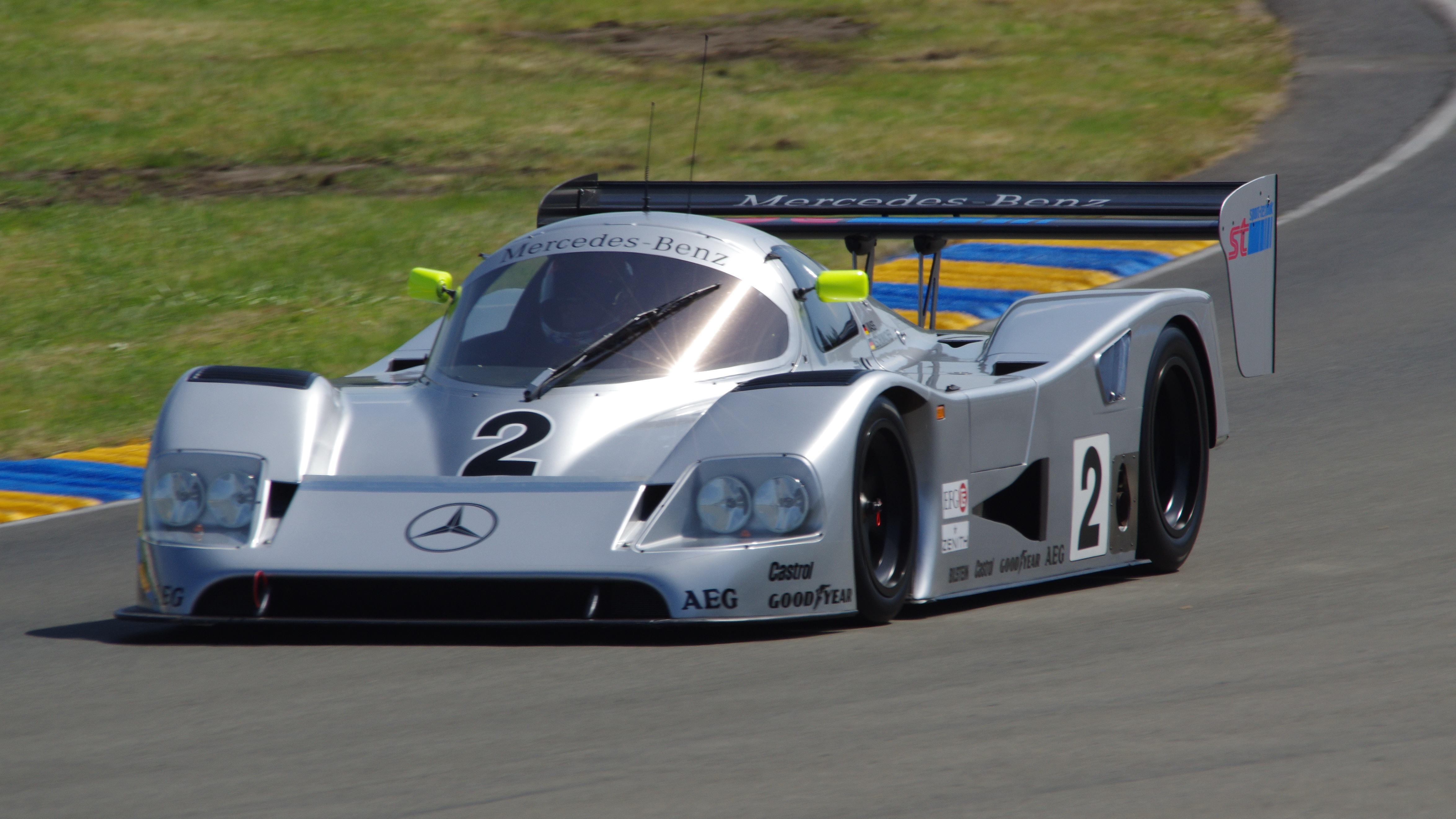
Mercedes-Benz C11

Die Sportwagen-Weltmeisterschaft 1990 war die 38. Saison dieser Meisterschaft. Sie begann am 8. April und endete am 7. Oktober.

## Meisterschaft
Wie 1989 war auch 1990 Sauber das dominierende Rennteam der Saison. Erneut musste sich die Schweizer Mannschaft nur bei einem Meisterschaftslauf geschlagen geben, als Martin Brundle und Alain Ferté im Jaguar XJR-11 das 480-km-Rennen von Silverstone gewannen. Erstmals seit 1955 gab es mit dem C11 wieder einen Mercedes-Benz-Weltmeisterschaftswagen. Geändert wurde die Vergabe der Weltmeisterschaftspunkte, die der Zählweise in der Formel-1-Weltmeisterschaft angepasst wurde. Punktevergabe wie folgt: 9-6-4-3-2-1. Startberechtigt waren nurmehr Fahrzeuge der C1-Klasse.
Fahrerweltmeister wurde erneut Jean-Louis Schlesser, der sich den Titel mit seinem Teamkollegen Mauro Baldi teilte.

## Rennkalender
| Nr. | Datum         | Rennname / Rennstrecke                                             | Team                 | Gesamtsieger                     | Fahrzeug          | Meisterschaft     |
| --- | ------------- | ------------------------------------------------------------------ | -------------------- | -------------------------------- | ----------------- | ----------------- |
| 1   | 8. April      | 480-km-Rennen von Suzuka (Suzuka International Racing Course)      | Team Sauber Mercedes | Jean-Louis Schlesser Mauro Baldi | Mercedes-Benz C9  | Marken und Fahrer |
| 2   | 29. April     | 480-km-Rennen von Monza (Autodromo Nazionale di Monza)             | Team Sauber Mercedes | Jean-Louis Schlesser Mauro Baldi | Mercedes-Benz C11 | Marken und Fahrer |
| 3   | 20. Mai       | 480-km-Rennen von Silverstone (Silverstone Circuit)                | Silk Cut Jaguar      | Martin Brundle Alain Ferté       | Jaguar XJR-11     | Marken und Fahrer |
| 4   | 3. Juni       | 480-km-Rennen von Spa-Francorchamps (Circuit de Spa-Francorchamps) | Team Sauber Mercedes | Karl Wendlinger Jochen Mass      | Mercedes-Benz C11 | Marken und Fahrer |
| 5   | 22. Juli      | 480-km-Rennen von Dijon (Circuit de Dijon-Prenois)                 | Team Sauber Mercedes | Jean-Louis Schlesser Mauro Baldi | Mercedes-Benz C11 | Marken und Fahrer |
| 6   | 19. August    | 480-km-Rennen auf dem Nürburgring (Nürburgring)                    | Team Sauber Mercedes | Jean-Louis Schlesser Mauro Baldi | Mercedes-Benz C11 | Marken und Fahrer |
| 7   | 2. September  | 480-km-Rennen von Donington (Donington Park)                       | Team Sauber Mercedes | Jean-Louis Schlesser Mauro Baldi | Mercedes-Benz C11 | Marken und Fahrer |
| 8   | 23. September | 480-km-Rennen von Montreal (Circuit Gilles-Villeneuve)             | Team Sauber Mercedes | Jean-Louis Schlesser Mauro Baldi | Mercedes-Benz C11 | Marken und Fahrer |
| 9   | 7. Oktober    | 480-km-Rennen von Mexiko (Autódromo Hermanos Rodríguez)            | Team Sauber Mercedes | Michael Schumacher Jochen Mass   | Mercedes-Benz C11 | Marken und Fahrer |

## Sportprototypen-Weltmeisterschaft für Rennteams

### Gesamtwertung
| Position | Team                             | Fahrzeug                    | 1 | 2 | 3 | 4 | 5 | 6 | 7 | 8   | 9 | Gesamt |
| -------- | -------------------------------- | --------------------------- | - | - | - | - | - | - | - | --- | - | ------ |
| 1        | Team Sauber Mercedes             | Sauber C9 Mercedes-Benz C11 | 9 | 9 |   | 9 | 9 | 9 | 9 | 4,5 | 9 | 67,5   |
| 2        | Silk Cut Jaguar                  | Jaguar XJR-14               |   | 4 | 9 | 6 | 3 | 4 |   |     | 4 | 30     |
| 3        | Nissan Motorsports International | Nissan R89C Nissan R90CK    | 4 |   |   | 4 | 4 | 2 | 3 | 3   | 6 | 26     |
| 4        | Spice Engineering                | Spice SE90C                 |   | 1 | 4 | 3 | 1 |   | 4 |     |   | 13     |
| 5        | Joest Porsche Racing             | Porsche 962C                |   | 2 | 3 |   |   | 1 |   | 0,5 | 2 | 8,5    |
| 6        | Porsche Kremer Racing            | Porsche 962C Porsche 962CK6 | 2 |   | 2 |   |   |   |   | 1,5 |   | 5,5    |
| 7        | Brun Motorsport                  | Porsche 962C                | 1 |   | 1 | 2 |   |   |   |     |   | 4      |
| 8=       | Richard Lloyd Racing             | Porsche 962C GTi            |   |   |   | 1 |   |   |   | 2   |   | 3      |
| 8=       | Toyota Team Tom’s                | Toyota 89C-V Toyota 90C-V   | 3 |   |   |   |   |   |   |     |   | 3      |

## Fahrer-Weltmeisterschaft

### Gesamtwertung
| Position | Fahrer                 | Konstrukteur         | 1 | 2 | 3 | 4 | 5 | 6 | 7 | 8   | 9 | Gesamt |
| -------- | ---------------------- | -------------------- | - | - | - | - | - | - | - | --- | - | ------ |
| 1=       | Jean-Louis Schlesser   | Sauber Mercedes-Benz | 9 | 9 |   |   | 9 | 9 | 9 | 4,5 |   | 49,5   |
| 1=       | Mauro Baldi            | Sauber Mercedes-Benz | 9 | 9 |   |   | 9 | 9 | 9 | 4,5 |   | 49,5   |
| 3        | Jochen Mass            | Sauber Mercedes-Benz | 6 | 6 |   | 9 | 6 | 6 | 6 |     | 9 | 48     |
| 4        | Andy Wallace           | Jaguar               |   | 3 | 6 | 6 | 3 | 3 |   |     | 4 | 25     |
| 5=       | Michael Schumacher     | Mercedes-Benz        |   |   |   |   | 6 | 6 |   |     | 9 | 21     |
| 5=       | Karl Wendlinger        | Sauber Mercedes-Benz | 6 | 6 |   | 9 |   |   |   |     |   | 21     |
| 5=       | Jan Lammers            | Jaguar               |   | 3 | 6 | 6 | 3 | 3 |   |     |   | 21     |
| 8        | Martin Brundle         | Jaguar               |   | 4 | 9 |   | 2 | 4 |   |     |   | 19     |
| 9        | Julian Bailey          | Nissan               |   |   |   | 4 | 4 |   | 1 | 3   | 6 | 18     |
| 10       | Mark Blundell          | Nissan               |   |   |   |   | 4 | 2 | 1 | 3   | 6 | 16     |
| 11       | Kenny Acheson          | Nissan               |   |   |   | 4 |   |   | 3 | 1   | 3 | 11     |
| 12       | Alain Ferté            | Jaguar               |   | 4 |   |   | 2 | 4 |   |     |   | 10     |
| 13=      | Bob Wollek             | Porsche              |   | 2 | 3 |   |   | 1 |   | 0,5 | 1 | 7,5    |
| 13=      | Frank Jelinski         | Porsche              |   | 2 | 3 |   |   | 1 |   | 0,5 | 1 | 7,5    |
| 15=      | Fermín Vélez           | Spice                |   |   | 4 | 3 |   |   |   |     |   | 7      |
| 15=      | Tim Harvey             | Spice                |   |   |   | 3 |   |   | 4 |     |   | 7      |
| 17=      | Heinz-Harald Frentzen  | Mercedes-Benz        |   |   |   |   |   |   | 6 |     |   | 6      |
| 17=      | Bruno Giacomelli       | Spice Porsche        |   |   | 4 |   |   |   | 2 |     |   | 6      |
| 17=      | Gianfranco Brancatelli | Nissan Alba          |   |   |   |   |   |   | 3 |     | 3 | 6      |
| 20=      | Anders Olofsson        | Porsche Nissan       | 4 |   |   |   |   |   |   |     |   | 4      |
| 20=      | Cor Euser              | Spice                |   |   |   |   |   |   | 4 |     |   | 4      |
| 20=      | Masahiro Hasemi        | Nissan               | 4 |   |   |   |   |   |   |     |   | 4      |
| 20=      | Davy Jones             | Jaguar               |   |   |   |   |   |   |   |     | 4 | 4      |
| 20=      | Oscar Larrauri         | Porsche              | 1 |   | 1 | 2 |   |   |   |     |   | 4      |
| 25       | Bernd Schneider        | Porsche              |   |   | 2 |   |   |   |   | 1,5 |   | 3,5    |
| 26=      | Manuel Reuter          | Porsche              |   |   |   | 1 |   |   |   | 2   |   | 3      |
| 26=      | Geoff Lees             | Toyota               | 3 |   |   |   |   |   |   |     |   | 3      |
| 26=      | Hitoshi Ogawa          | Toyota               | 3 |   |   |   |   |   |   |     |   | 3      |
| 26=      | Eric van de Poele      | Spice                |   | 1 |   |   |   |   | 2 |     |   | 3      |
| 26=      | Steven Andskär         | Porsche              |   |   | 2 | 1 |   |   |   |     |   | 3      |
| 31=      | Jonathan Palmer        | Porsche              |   |   |   |   |   |   |   |     | 2 | 2      |
| 31=      | Hans-Joachim Stuck     | Porsche              |   |   |   |   |   |   |   |     | 2 | 2      |
| 31=      | Kunimitsu Takahashi    | Porsche              | 2 |   |   |   |   |   |   |     |   | 2      |
| 31=      | Kazuo Mogi             | Porsche              | 2 |   |   |   |   |   |   |     |   | 2      |
| 31=      | Wayne Taylor           | Porsche              |   | 1 |   |   | 1 |   |   |     |   | 2      |
| 36=      | Harald Huysman         | Porsche              |   | 1 |   |   |   |   |   |     |   | 1      |
| 36=      | Eliseo Salazar         | Porsche              |   |   |   |   | 1 |   |   |     |   | 1      |